# Bohdan Radomyski
Bohdan Tadeusz Radomyski (ur. 12 lutego 1931 w Wieluniu, zm. 24 marca 2012 we Wrocławiu) – polski chemik, specjalista z zakresu technologii nafty i węgla, pracownik naukowy Politechniki Wrocławskiej.

## Życiorys
Pochodził z rodziny urzędniczej. Ojciec zginął w 1941 z rąk hitlerowców. Młodość spędził w Wieluniu, gdzie ukończył szkołę średnią. W 1950 podjął studia na Wydziale Chemicznym Politechniki Wrocławskiej. W 1963 r. na podstawie rozprawy doktorskiej pt. O pewnych czynnikach wpływających na przebieg hydrorafinacji benzyny wytlewnej uzyskał doktorat z nauk technicznych.
Od 1955 asystent w Katedrze Nafty i Paliw Płynnych Politechniki Wrocławskiej kierowanej przez prof. Zdzisława Tomasika. W 1964 roku awansował na stanowisko adiunkta, a w 1972 – docenta. Tytuł profesora nadzwyczajnego uzyskał w 1988 roku. W latach 1968–1975 pełnił obowiązki kierownika Zakładu Naukowego Modelowania Procesów Rafineryjnych w Instytucie Chemii i Technologii Nafty i Węgla Politechniki Wrocławskiej. Po likwidacji zakładów naukowych w 1976 roku kierował kolejno pracami zespołów badawczych (Modelowania Procesów Rafineryjnych, Katalitycznych Procesów Rafineryjnych), a od 1984 roku – Zakładem Katalizy Stosowanej. W latach 1987–1991 był dyrektorem Instytutu Chemii i Technologii Nafty i Węgla. Współpracował z ośrodkami naukowymi w Holandii, gdzie realizował projekty badawcze i wygłaszał wykłady z dziedziny modelowania i katalizy.

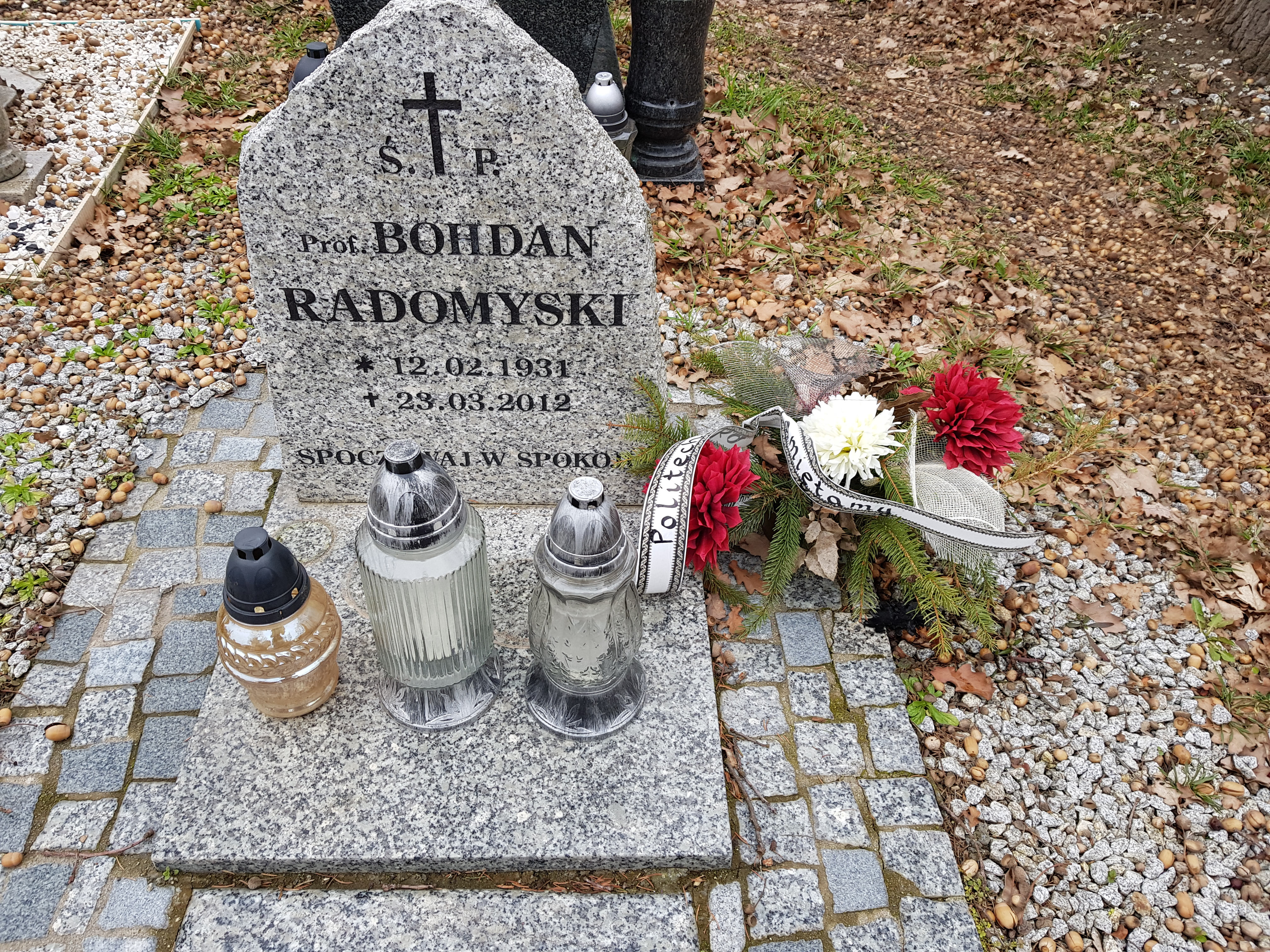
Grób prof. Bohdana Radomyskiego na Cmentarzu Grabiszyńskim we Wrocławiu

Jego głównym obszarem zainteresowań było katalityczne przetwarzanie ropy naftowej i węglopochodnych w obecności wodoru oraz otrzymywanie katalizatorów do tych procesów. Tematyka prac badawczych dotyczyła głównie katalizatorów do procesów przetwarzania surowców naftowych. Był współautorem trzech monografii i dwóch skryptów, 27 patentów oraz około stu opublikowanych artykułów i komunikatów konferencyjnych. Był również promotorem siedmiu prac doktorskich.
Odznaczony m.in. Krzyżem Kawalerskim Orderu Odrodzenia Polski (1985), Medalem 40-lecia PRL (1985), Złotym Krzyżem Zasługi (1974). Laureat Nagrody im. J. Łukasiewicza I stopnia (1988), Nagrody „Wrocławskie Dzieło 72” (1973) i wielu innych.
Pochowany na Cmentarzu Grabiszyńskim we Wrocławiu.